# Estonia la Concursul Muzical Eurovision 2010
Estonia participă la concursul muzical Eurovision 2010 și și-a determinat reprezentantul printr-un concurs național numit Eesti Laul. Finala concursului a avut loc la 12 martie 2010 și câștigători au iețit formațiile Malcolm Lincoln și Manpower 4.